# Comuna Kosteantînivka, Polohî
Kosteantînivka (în ucraineană Костянтинівка) este o comună în raionul Polohî, regiunea Zaporijjea, Ucraina, formată din satele Ciumațke, Kosteantînivka (reședința) și Reșetîlivske.

## Demografie
Componența lingvistică a comunei Kosteantînivka
     Ucraineană (92,54%)
     Rusă (7,04%)
Conform recensământului din 2001, majoritatea populației comunei Kosteantînivka era vorbitoare de ucraineană (92,54%), existând în minoritate și vorbitori de rusă (7,04%).